# Eventualvorsatz
Der Eventualvorsatz (lateinisch dolus eventualis), der auch bedingter Vorsatz (seltener Eventualdolus) genannt wird, ist eine Form des strafrechtlichen Tatbestandsvorsatzes. Er ist stets von der Absicht (dolus directus 1. Grades) und dem direkten Vorsatz (dolus directus 2. Grades) auf Vorsatzebene abzugrenzen. 
Beim Eventualvorsatz hält der Täter die Verwirklichung eines Tatbestandes ernsthaft für möglich, findet sich aber mit diesem Risiko ab. Der Eventualvorsatz wird auf Vorsatzebene daher gegenüber dem direkten Vorsatz abgegrenzt, bei dem der Täter weiß, dass das eigene Handeln zur Verwirklichung des Tatbestandes führen wird, sowie dessen Steigerung, der Absicht, bei der die Verwirklichung des Tatbestandes geradezu das Ziel des Handelns des Täters ist.

## Abgrenzung zur Fahrlässigkeit
Soweit der Vorsatz vom „Willen“ des Täters zur Tatbestandsverwirklichung in Kenntnis aller objektiven Tatbestandsmerkmale einschließlich der Kausalitätsbeziehungen geprägt ist und der Täter noch beim Eventualvorsatz die billigende Inkaufnahme der Rechtsgutsverletzung vor Augen hat, muss er auch gegenüber der Verschuldensform der Fahrlässigkeit abgegrenzt werden, was mitunter schwierig sein kann. Bei Tötungsdelikten zieht die Rechtsprechung dafür die sog. Hemmschwellentheorie heran.

## Abgrenzung von der bewussten Fahrlässigkeit
Bei der bewussten Fahrlässigkeit kennt der Täter zwar die Gefahr, er vertraut aber ernsthaft und nicht nur vage darauf, dass nichts passieren wird. Beim Eventualvorsatz nimmt der Täter die Verwirklichung der Gefahr in Kauf. Anders gesagt: Bei bewusster Fahrlässigkeit sagt sich der Täter: „Es wird schon nichts passieren.“ Bei Eventualvorsatz sagt er sich dagegen: „Ich hoffe zwar, dass nichts passiert, falls aber doch, so geschieht es eben.“ Die Abgrenzung ist schwierig.
Nebst der sachlichen Abgrenzungsschwierigkeit besteht in der Praxis noch die grundsätzliche Schwierigkeit, dass der Unterschied zwischen bewusster Fahrlässigkeit und Eventualvorsatz lediglich in der inneren Haltung des Täters zur möglichen Verwirklichung der Gefahr besteht. Diese kann der Richter aber nicht kennen, er kann nur versuchen, von äußeren Umständen darauf zu schließen. Dies ist mit Blick auf die Unschuldsvermutung problematisch.
Wie alle auslegungsbedürftigen Bestimmungen unterliegt auch diese Abgrenzung dem Wertewandel. Derzeit (Stand 2010) findet eine solche Entwicklung zum Beispiel im Straßenverkehrsrecht statt: So wurde früher bei tödlichen Unfällen praktisch immer auf Fahrlässigkeit erkannt, auch dann, wenn eine extreme Tempoüberschreitung die Ursache war („er vertraute darauf, dass das schon gut gehen wird“). Es gibt einen Trend, in solchen Fällen vermehrt Eventualvorsatz anzunehmen („wer so fährt, der muss schlicht damit rechnen, dass etwas passiert, und kann sich nicht hinterher darauf berufen, er hätte auf einen guten Ausgang vertraut“).
In vielen Rechtsordnungen ist die Fahrlässigkeit nur bei Tatbeständen strafbar, für die dies ausdrücklich festgeschrieben ist, so in Deutschland in § 15 StGB oder in der Schweiz in Art. 12 Ziff. 1 StGB. Die Problematik besteht darin, dass nachgewiesen werden muss, ob der Täter einen Umstand billigend in Kauf nahm, oder aber ob er trotz entsprechenden Risikobewusstseins darauf vertraute, dass nichts passieren würde. Häufig will der Täter den Eintritt des Erfolges gar nicht, nimmt ihn aber als – möglicherweise sogar unerwünschte – mögliche oder recht wahrscheinliche Nebenwirkung seiner Handlung in Kauf. Die Inkaufnahme der Verwirklichung des tatbestandlichen Erfolges wird unter den Eventualvorsatz subsumiert. Einigkeit herrscht weitestgehend darüber, dass für die Strafbarkeit Eventualvorsatz genügt, wenn der betreffende Tatbestand nicht etwas anderes vorsieht.
Auch für die zivilrechtliche Verantwortlichkeit genügt regelmäßig der bedingte Vorsatz.

## Rechtsprechung und Lehre
Eventualvorsatz liegt nach herrschender Auffassung in Deutschland vor, wenn der Täter den Taterfolg als Folge seines Handelns ernsthaft für möglich hält und ihn zugleich billigend (im Rechtssinne) in Kauf nimmt. Nach Auffassung des Bundesgerichtshofs in ständiger Rechtsprechung bedeutet billigende Inkaufnahme sich mit dem Erfolg abfinden (Billigungstheorie, siehe „Lederriemenfall“).
Andere Auffassungen sehen den bedingten Vorsatz für gegeben,
1. wenn der Täter den Taterfolg für rein möglich erachtet (Möglichkeitstheorie),
2. wenn der Täter den Taterfolg nicht nur für möglich, sondern auch für wahrscheinlich erachtet (Wahrscheinlichkeitstheorie),
3. wenn der Täter sich über das erlaubte Risiko hinaus zur Handlung entschließt (Risikotheorie) oder eine unabgeschirmte Gefahr für ein Rechtsgut schafft (Lehre von der unabgeschirmten Gefahr),
4. wenn der Täter den Erfolg gleichgültig hinnimmt (Gleichgültigkeitstheorie),
5. wenn der Täter den Taterfolg für möglich hält und nicht vermeiden will (Vermeidungstheorie),
6. wenn der Täter den Taterfolg ernst nimmt und sich damit abfindet (Ernstnahmetheorie (h. L. bzgl. Deutschland); vertreten u. a. von Kühl),
7. wenn der Täter den Taterfolg ernstlich für möglich hält und sich damit abfindet (österreichische Legaldefinition, vgl. § 5 Abs. 1 öStGB: „Vorsätzlich handelt, wer einen Sachverhalt verwirklichen will, der einem gesetzlichen Tatbild entspricht; dazu genügt es, dass der Täter diese Verwirklichung ernstlich für möglich hält und sich mit ihr abfindet“ (Hervorhebung nicht im Original)).

## Eventualvorsätzlicher Versuch
Begrifflich ist auch ein eventualvorsätzlicher Versuch möglich, und in der Praxis wird tatsächlich oft darauf erkannt. So kann z. B. eine ungezielte Schussabgabe als eventualvorsätzlicher Tötungsversuch gewertet werden, da der Täter in Kauf nehmen musste, dass das Projektil zufällig jemanden treffen würde. Das Gericht hat bei dieser Bewertung einen sehr großen Interpretationsspielraum und eine Grenze ist kaum festzulegen. So könnte gerade bei Delikten gegen Leib und Leben so gut wie immer argumentiert werden, dass der Täter auch einen schlimmeren Ausgang in Kauf genommen habe, der nur rein zufällig nicht eingetreten sei.
Wie weit diese Argumentation gehen kann, zeigt der folgende Fall aus Zürich:
Ein mit dem Hepatitis-C-Virus angesteckter Mann hatte mit seiner Freundin zwischen Februar und April 2008 regelmäßig ungeschützten Geschlechtsverkehr. Sogar die Anklagebehörde ging davon aus, dass eine Infizierung durch vaginalen Geschlechtsverkehr gar nicht hätte erfolgen können, da Hepatitis C ausschließlich über Blut oder Analverkehr übertragen werde. Dennoch wurde der Angeklagte im November 2008 zu einer unbedingten Geldstrafe verurteilt, und zwar wegen mehrfachen untauglichen Versuches zur eventualvorsätzlichen Verbreitung menschlicher Krankheiten.
Die Argumentation der Staatsanwaltschaft war, dass der Angeklagte als Laie eben nicht wusste, dass seine Handlungsweise ungefährlich war, und er somit subjektiv eine Ansteckung in Kauf nahm. Da eine solche nicht erfolgte, blieb es beim Versuch, und da sie durch den Geschlechtsverkehr auch gar nicht erfolgen konnte, war der Versuch untauglich.
Das Urteil wurde per Strafbefehl gefällt. Da der Verurteilte auf eine Appellation verzichtete, wurde der Strafbefehl rechtskräftig. Es bleibt also offen, wie höhere Gerichtsinstanzen den Fall bewertet hätten.

## Rechtslage in der Schweiz
In der Schweiz ist seit dem 1. Januar 2007 der Eventualvorsatz im Strafgesetzbuch definiert und seine Strafbarkeit ausdrücklich festgehalten: „Vorsätzlich handelt bereits, wer die Verwirklichung der Tat für möglich hält und in Kauf nimmt.“ Bereits früher war dieser Grundsatz in Lehre und Praxis unbestritten, er ist aber erst seit 2007 im Gesetz festgeschrieben.